# 青山健熙
青山健煕(日语：／ Aoyama Kenki，1936年—)，朝鮮語名朴健熙，朝鮮間諜人員，他於1998年在中國工作期間逃亡到日本。

## 經歷
青山健煕出生於日本大阪府生野區，是在日朝鮮人。1960年，他響應當時朝鮮最高領導人金日成發起的歸國運動來到朝鮮，並接受政府的間諜教育，後被派遣到中國北京工作。1998年，他被平壤政府徵召回國，然而，由於聽聞不少歸國後的同行也被肅清，考慮到安全問題，他決定尋求日本駐北京領事館的協助逃到日本。
2003年，已來到日本的青山健煕由於所使用的偽造護照上的國籍為中國，因此，他未能取得日本國籍。為了「得到明確的法律地位和提供北韓的迫害事實」，青山健煕向日本法務省東京出入境管理局提交了難民申請。然而，在同年11月，他的請求遭到否決。2006年，他就出入境管理局否決他的提請要求賠償。
現時，青山健煕還居於日本﹔他曾組織「在日逃北者同志會」以協助在日本的脫北者生活，又曾出版兩部回憶錄，講述他的間諜生涯和北韓打壓人權的實況。另外，據他估計，為報復他的出逃，平壤政府把他的妻子和家人也送到集中營。

## 資料來源
1. 1 2 3 4  "北韓間諜逃北者有望從日政府獲難民身份" 《朝鮮日報》 2003 05 29
2. 1 2  "脱北者の難民非認定　入管判断覆す「中国国籍も保有」　法務省" 《產經新聞》2003 11 12
3. ↑  "北朝鮮元工作員、難民認定へ　入管「妥当」の報告　「国が迫害」根拠に" 《讀賣新聞》 2003 05 29
4. ↑  "脱北の元工作員が国賠提訴" 《產經新聞》 2006 11 23